# John Lautner

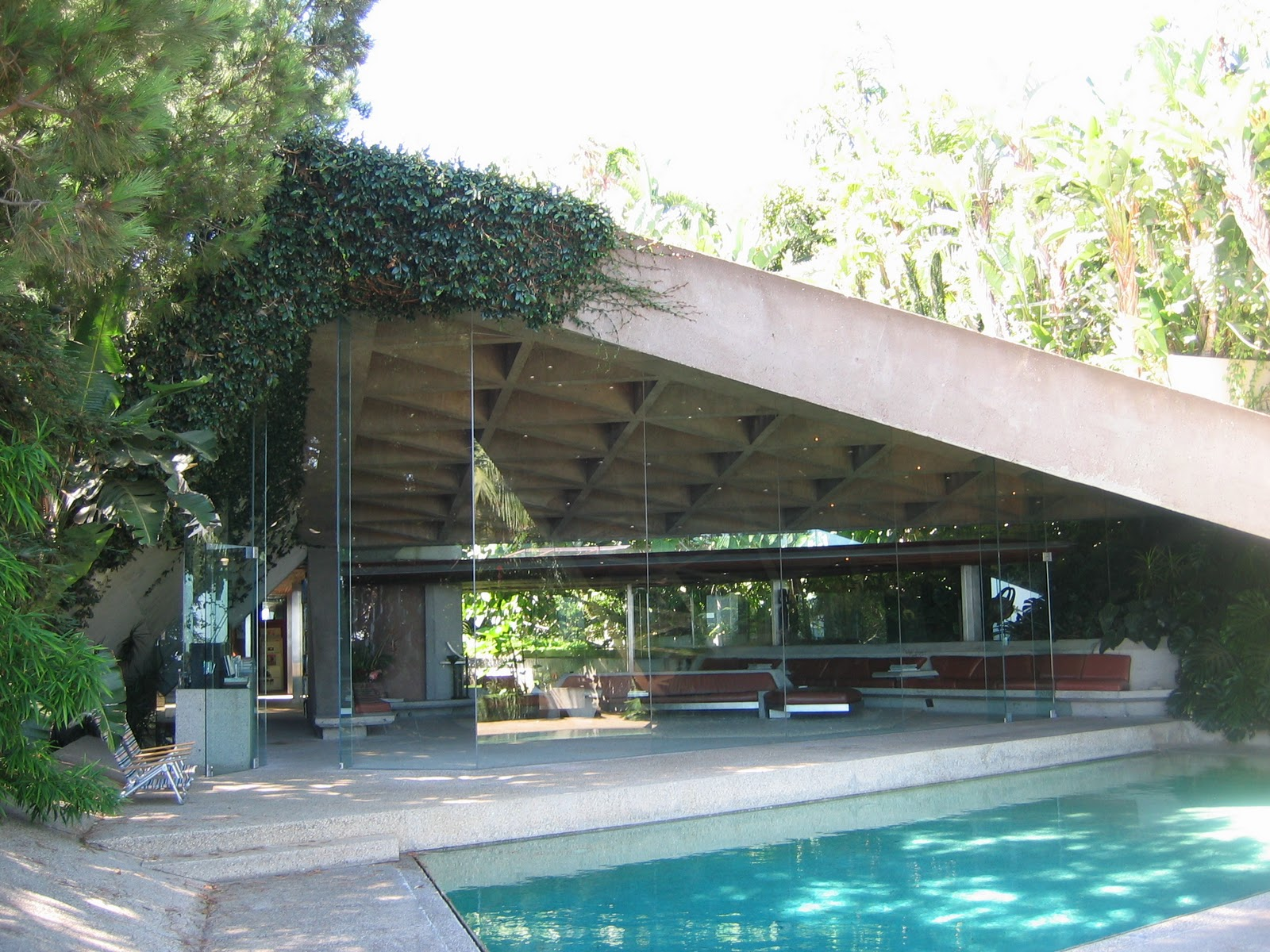
Sheats Residence (1963)

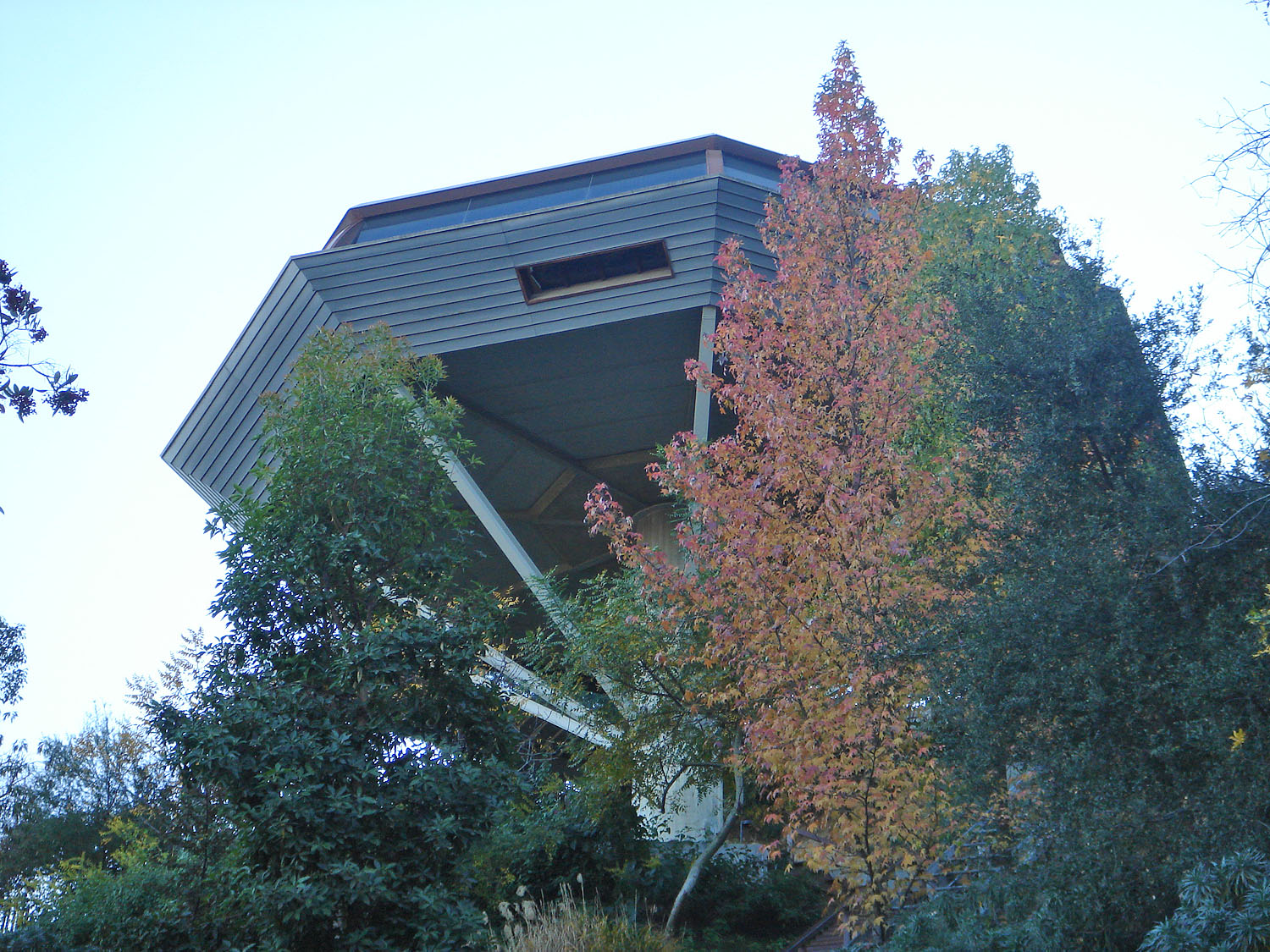
Chemosphere (1960)

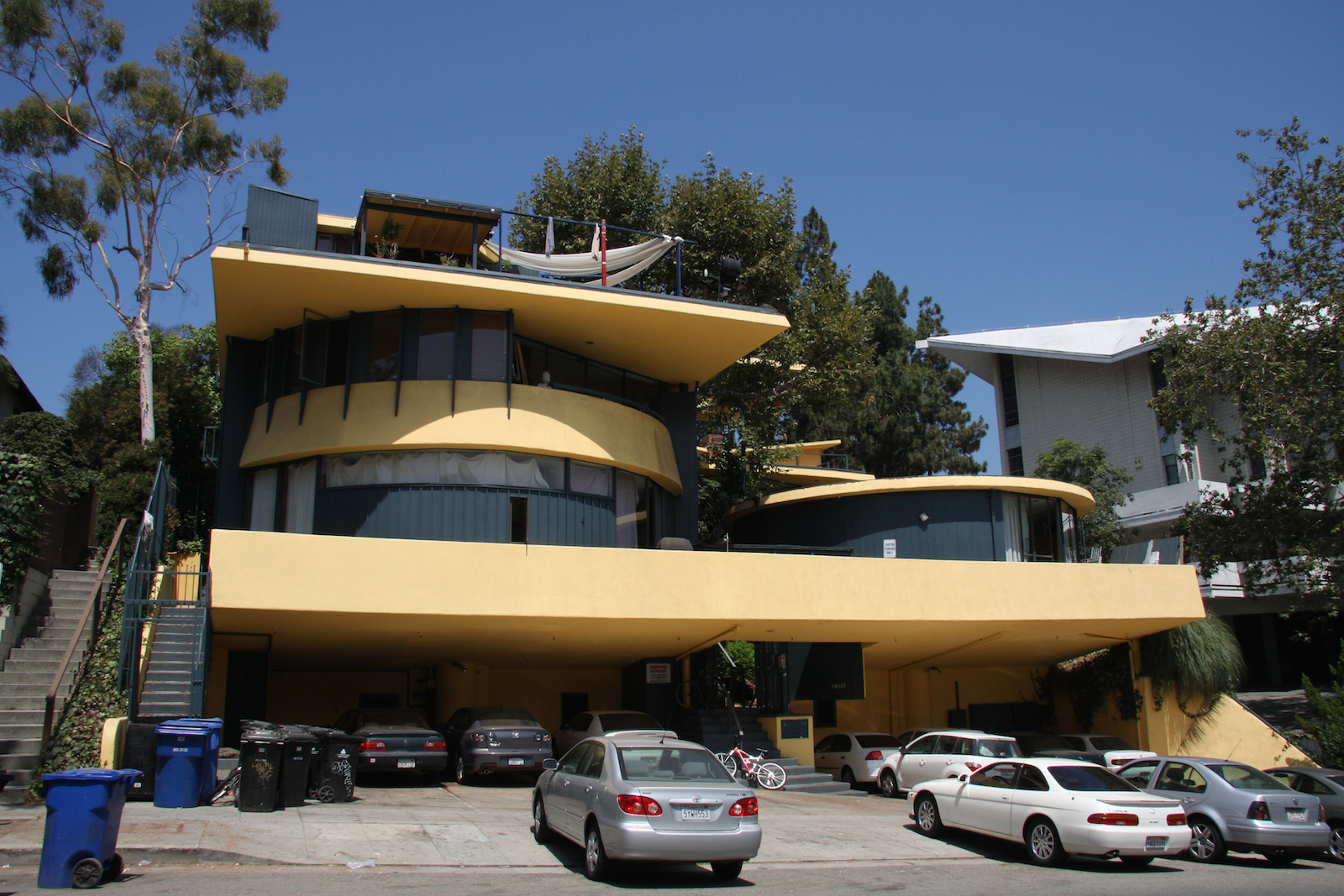
Sheets Apartments (1949)

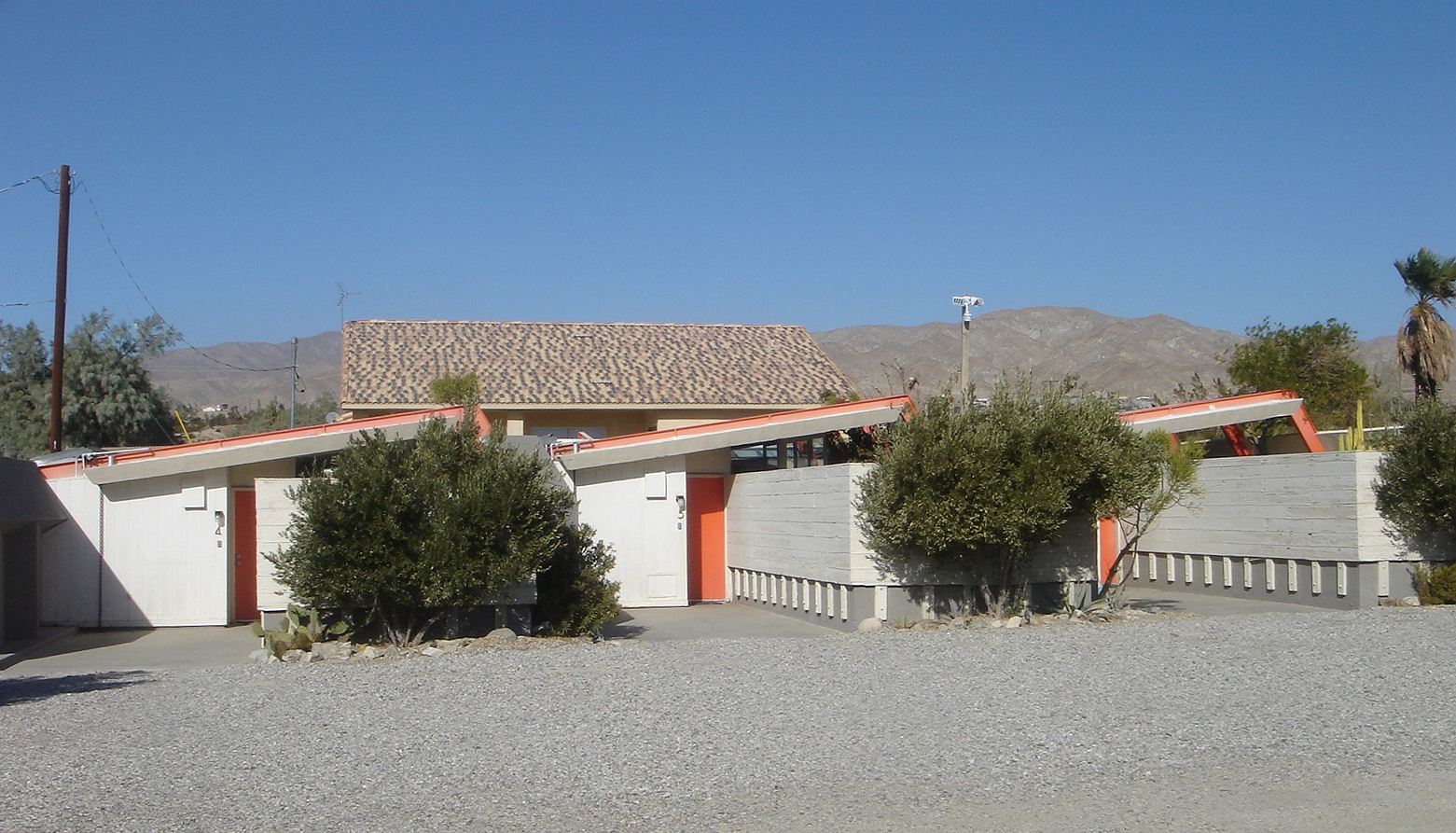
Desert Hot Springs Motel (1947)

John Lautner (Marquette (Michigan), 16 juli 1911 - Los Angeles (Californië), 24 oktober 1994) was een invloedrijk Amerikaans architect wiens werk in Zuid-Californië een doorgedreven synthese betrof van progressief ingenieurswerk, overgoten met elementen uit de space age designstroming.
In veel van Lautner's huisontwerpen hanteerde hij de filosofie dat de buitenwereld, bijvoorbeeld een rotspartij of bos naar binnen gehaald moet worden. Immers als iemand een mooi perceel aanschaft om hier een huis te laten bouwen dan moet de schoonheid van dat stuk grond wel intact blijven en niet afgebroken worden om plaats te maken voor het huis. Vandaar dat zijn huizen vaak letterlijk tussen de bomen of rotsen gebouwd zijn.

## Biografie
Lautners architecturale en artistieke kwaliteiten werden voornamelijk gevormd tijdens zijn zesjarig verblijf in de jaren '30 in het zomerhuis van Frank Lloyd Wright, Taliesin. Dit was de toenmalige verzamelplaats voor grote architecten en kunstenaars.
Hoewel Lautner vooral naam maakte als ontwerper van woningen, is hij bovendien de grondlegger geweest van een nieuwe trend in commerciële architectuur: Googie. Hoewel het gebouw in de jaren 80 afgebroken werd, is het uit 1949 daterende ontwerp voor Googie's Coffee Shop (op de kruising van Sunset Boulevard en Crescent Heights in Los Angeles) een gebouw geworden overvloedig glasgebruik, opvallende vormelijkheid en overdreven publiciteit gericht naar het voorbijrazende autoverkeer. Andere ketens als Tiny Naylor's, Ship's, Norm's en Clock's imiteerden al vrij snel de architectuur van het gebouw en de bijhorende advertenties, en aldus was een nieuwe trend gezet.
Hoewel de wijze waarop Googie van advertenties voorzien was, nog steeds zijn aanbidders heeft, deed de architectuurgemeenschap uit de jaren 50 het geheel eerder af als oppervlakkig, banaal en vulgair. Lautners reputatie leed hier uiteraard onder, en pas in de jaren zeventig - na stilte in de jaren 50 en 60 - herrees zijn faam door de toepassing van gegoten beton bij de bouw van woningen. Pas na de publicatie van Robert Venturis boek Learning from Las Vegas (1972) werd Lautners logica volledig begrepen.
Andere opmerkelijke ontwerpen van Lautner omvatten de Arango Residentie in Acapulco (Guerrero), met een indrukwekkende betonnen overkapping, en het beschermde Desert Hot Springs Motel in Palm Springs. Zijn dramatische en fotogenieke ruimtes worden frequent gebruikt als filmdecors. Met name Elrod House in Palm Springs bleek een voltreffer in de James Bondfilm Diamonds Are Forever uit 1971. Het Chemosphere-huis is uitgegroeid tot een monument in de architectuurscene van Los Angeles. Het werd als decor gebruikt voor Brian De Palma's film Body Double, en schittert eveneens in het computerspel Grand Theft Auto: San Andreas. In 2000 werd de woning gekocht door de Duitse uitgever Benedikt Taschen en gerestaureerd onder leiding van de architecten Frank Escher en Ravi GuneWardena.
Een regelmatig publiek toegankelijk gebouw is het Desert Hot Springs Motel  in de gelijknamige plaats dat volledig gerestaureerd werd in 2001.

## Overzicht van ontwerpen (selectie)
- Lautner Residence, Los Angeles, 1940
- Mauer Residence, Los Angeles, 1946
- Desert Hot Springs Motel, Palm Springs, 1947 33° 56.31′ NB, 116° 28.83′ WL
- Sheets Apartments, Los Angeles, 1949
- Harpel house, Los Angeles, 1956
- Henry's Coffee Shop, Pomona, 1957
- Pearlman Mountain Cabin, Idyllwild, 1957
- Malin Residence, "Chemosphere", Hollywood, 1960
- Wolff Residence, Hollywood, 1961
- Garcia House, Los Angeles, 1962
- Reiner Residence, "Silvertop", Los Angeles, 1963
- Arango Residence, Acapulco, 1973 16° 49.36′ NB, 99° 51.41′ WL
- Sheats Residence, Los Angeles, 1989
- Elrod House, Palm Springs